# Wedding Peach
Wedding Peach je japanska fantastična anime serija iz 1995. koju je po istoimenoj mangi režirao Kunihiko Yuyama.

## Ekipa
Režija: Kunihiko Yuyama
Glasovi: Kyoko Hikami (Momoko Hanasaki), Yuko Miyamura (Hinagiku Tamano), Yukana Nogami (Yuri Tanima), Yuka Imai (Scarlet Ohara) i drugi.

## Radnja
Japan. Hanasaki Momoko, mlada učenica ružičaste kose, živi sama u kući sa svojim ocem otkad joj se majka, anđeo Celeste, vratila u svijet anđela, ali je rekla Momokinom ocu samo da mora ići, i da će se vratiti. Momokin otac je rekao Momoko da joj je majka umrla jer joj nije htio reći da je samo otišla. Momokine najbolje prijateljice su Tanima Yuri i Tamano Hinagiku, s kojima uvijek zajedno ide u školu.
No one su sve tri zaljubljene u istog dečka, nogometaša Katsuyu, što prouzroči antagonizme. Isto tako, jednom prilikom Momoko biva napadnuta od Pluiea, is plemena vragova, koji joj želi uzeti prsten jer misli da je on jedan o predmeta "Saint Something Four ~ Nešto Četvero Sveto~, ali je spasi anđeo Limone i dâ joj Sveto Ogledalo, uz pomoć kojeg se može preobraziti u Wedding Peach i boriti protiv zlih sila Raindeville, koja je zamrzila svijet otkad joj je slomljeno srce. Kasnije i Yuri dobije Sveti Ruž, a Hinagiku dobije Sveti Sat te se preobražavaju u Daisy i Lily, a ubrzo im se pridružuje i Jama-P iz porodice vragova, kojem je Wedding Peach pročistila dušu svojim napadom ~Lovely Operation Tempete~. Raindevillini podanici tragaju za "Saint Something Four", jer ih je Afrodita iz svijeta anđela poslala na zemlju, kako bi svojim moćima štitili Svijet Anđela. 
Momoko, Yuri i Hinagiku pronalaze svoje predmete "Saint Something Four", i dobivaju nove, moćnije napade. Kasnije iz moći Wedding Peach, Angel Lily, i Angel Daisy nastane zadnji predmet Saint Something Four, Something New, koji nestane u potrazi za zadnjim anđelom, Salviom (Scarlet Ohara). Momoko se polako zaljubljuje u nogometaša Yosukea s kojim se često svađa, ali kasnije se otkrije da je Yosukeov otac iz porodice vragova Raphaal, a Yosuke je naslijedio njega, i postao Viento iz porodice vragova Raphaal.

## Kritika
Popularan anime "Wedding Peach" se općenito smatra razmjerno solidnim ostvarenjem žanra "Magical girl", iako su mnogi prigovarali da previše kopira sličan anime "Sailor Moon". Dok se nekima ova serija svidjela zbog humora, romantike, poruka i tema o prijateljstvu, ljubavi i odrastanju, drugi su kritizirali ukočene radnje, nelogične i konfuzne situacije, mlaku animaciju i neuzbudljivu završnicu. 
Tako je nezadovoljni kritičar Tim Jones na siteu Themanime.org u svojoj recenziji zaključio: "Ima puno sjajnih, zabavnih i ugodnih animea. Wedding Peach nije jedan od njih... Ovaj anime ima hrpu problema (osim onog očitog da je uopće animiran) i ja ću vam ih sve izdvojiti. Zašto? Tako da ne morate trošiti svoje vrijeme na ovu glupost kao ja. Prvi problem su likovi. Wedding Peach ima neke od najjadnijih, najneinspirirajućih likova u povijesti animea. Hanasaki Momoko, glavna junakinja, je čisti klon od Usagi Tsukino." Rowena Rim Lei je na siteu Animecritic.com zapisala: "Svaka epizoda ima svoje čudovište dana a priča napreduje polagano s njihovim susretima. Svaki važniji protagonist ima vlastiti solidni podzaplet i pozadinu, nešto što anime Sailor Moon nije dovoljno priskrbio. To daje više dubine likovima iz animea Wedding Peach, no njih ionako ima samo četvero u usporedbi sa 13 sailor senshija iz Sailor Moon. Animacija je dobra i ja sam sigurna da su isti ljudi koji su radili na Sailor Moon radili i na Wedding Peach... Ukratko, Wedding Peach je prosječan anime. Usprkos njenom manjku originalnosti ipak mi se učinio kao zabavno iskustvo".

## Vanjske poveznice
- T.H.E.M. Anime recenzije
- Fan site technogirls.org
- Advfilms.com  Arhivirana inačica izvorne stranice od 29. travnja 2006. (Wayback Machine)
- Kritika na animecritic.com  Arhivirana inačica izvorne stranice od 13. lipnja 2006. (Wayback Machine)